# باشگاه فوتبال بمبئی سیتی
باشگاه فوتبال بمبئی سیتی (انگلیسی: Mumbai City FC) یک باشگاه فوتبال در شهر بمبئی، هند است.
این باشگاه که در سال ۲۰۱۴ تأسیس شده رانبیر کاپور بازیگر هندی از مالکین آن می‌باشد.